# Rugi, Gorj
Rugi este un sat în comuna Turcinești din județul Gorj, Oltenia, România.

## Vezi și
- Biserica de lemn din Rugi

## Imagini

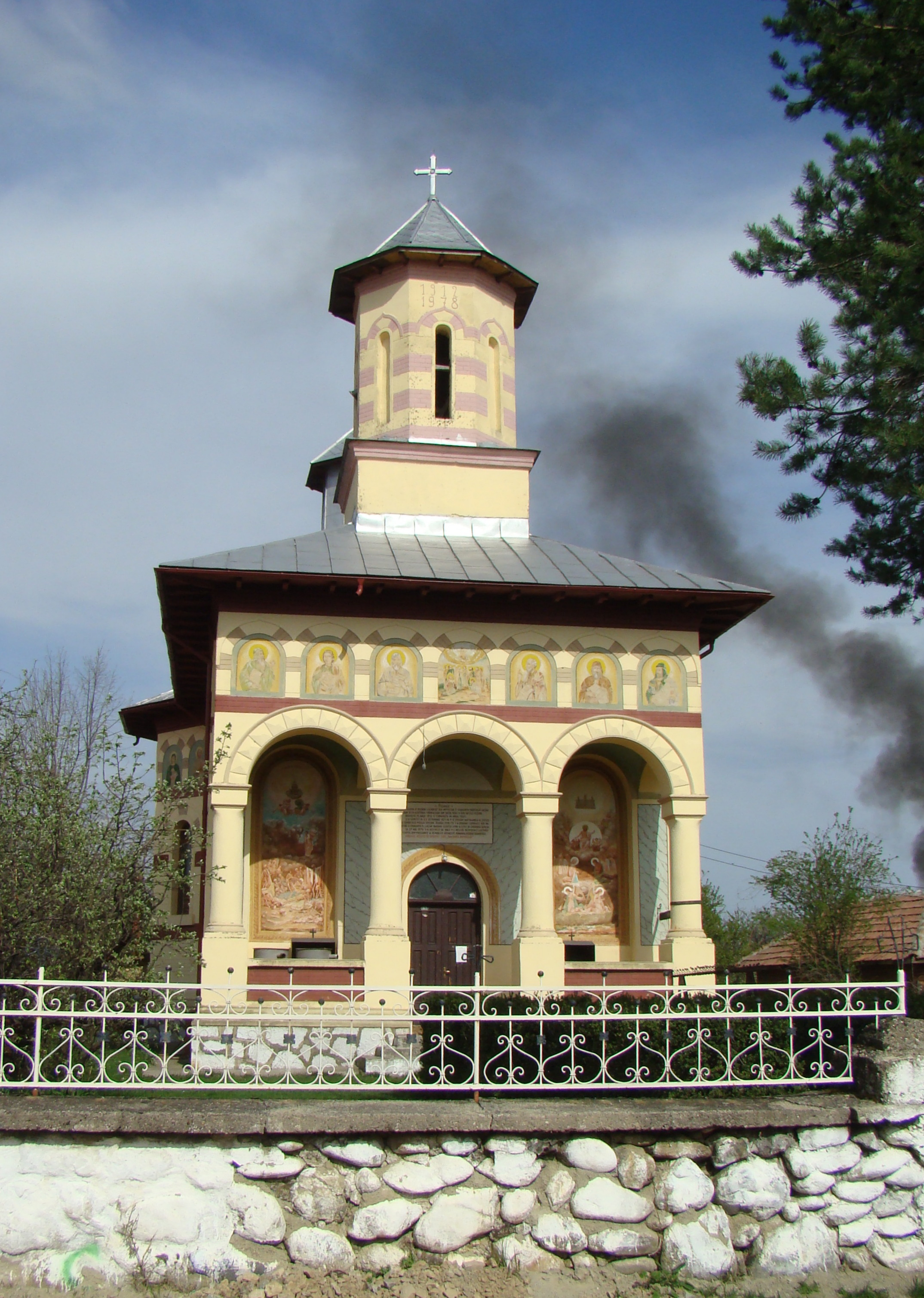
Biserica ortodoxă de zid
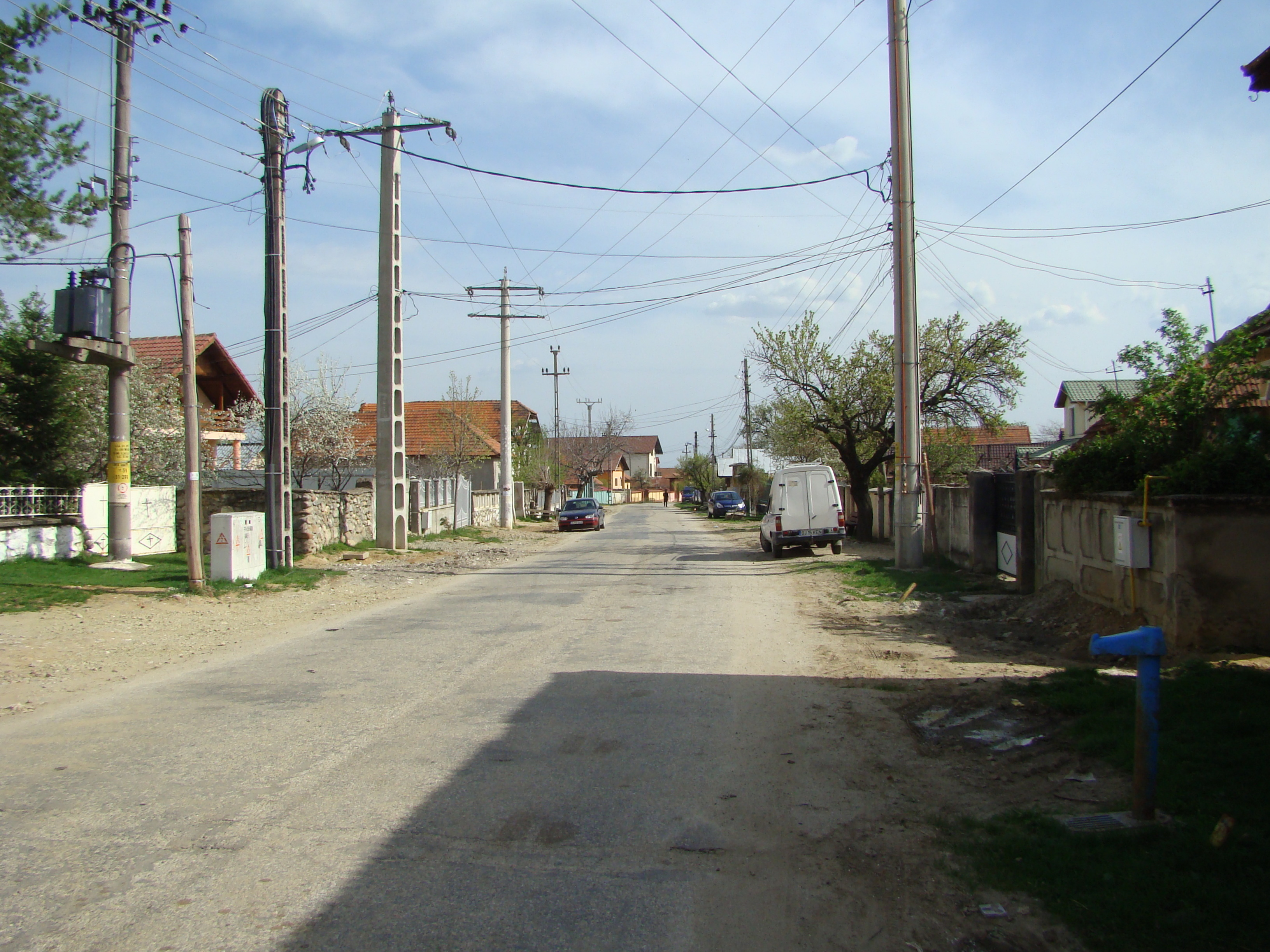
Strada principală
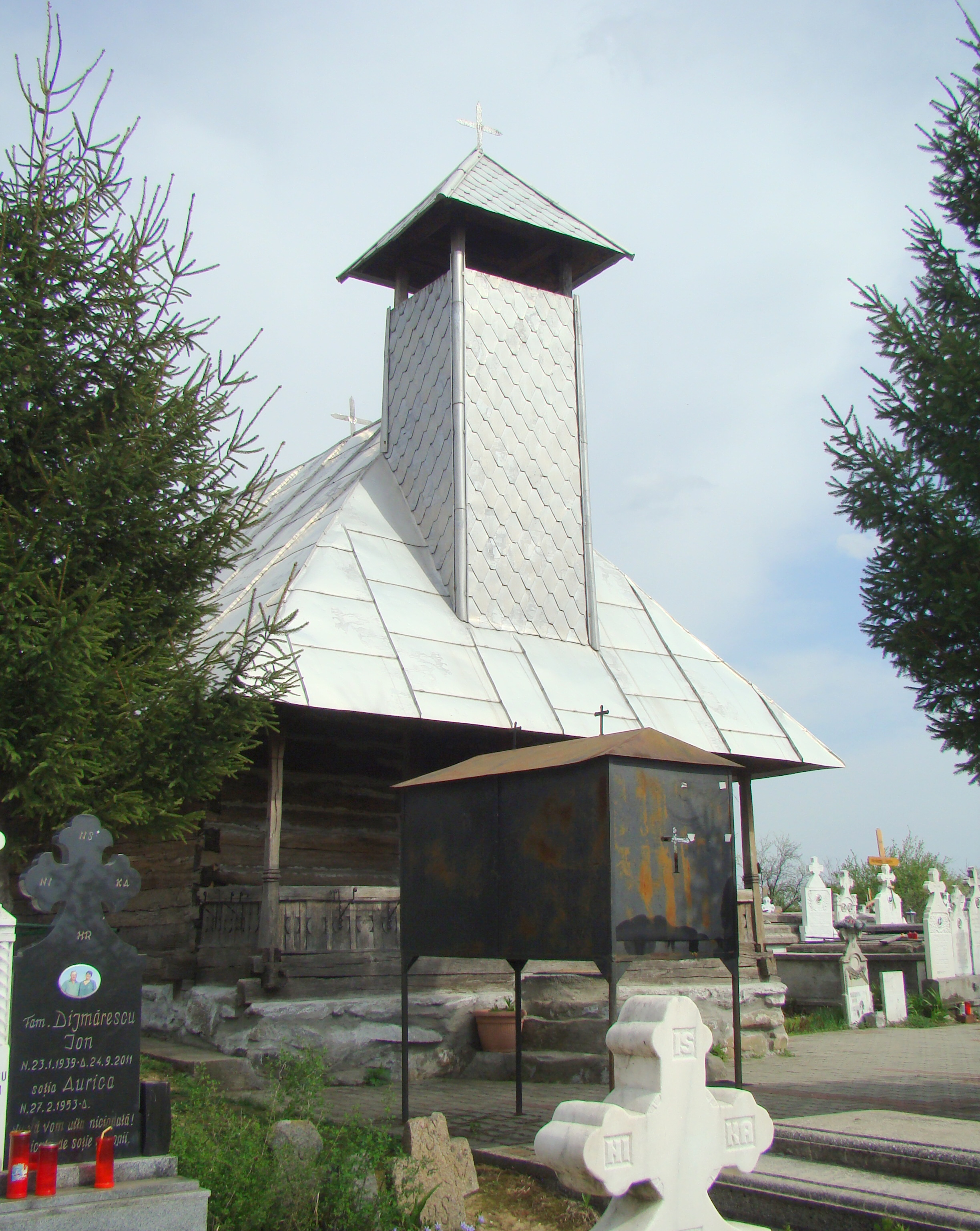
Biserica de lemn (monument istoric)
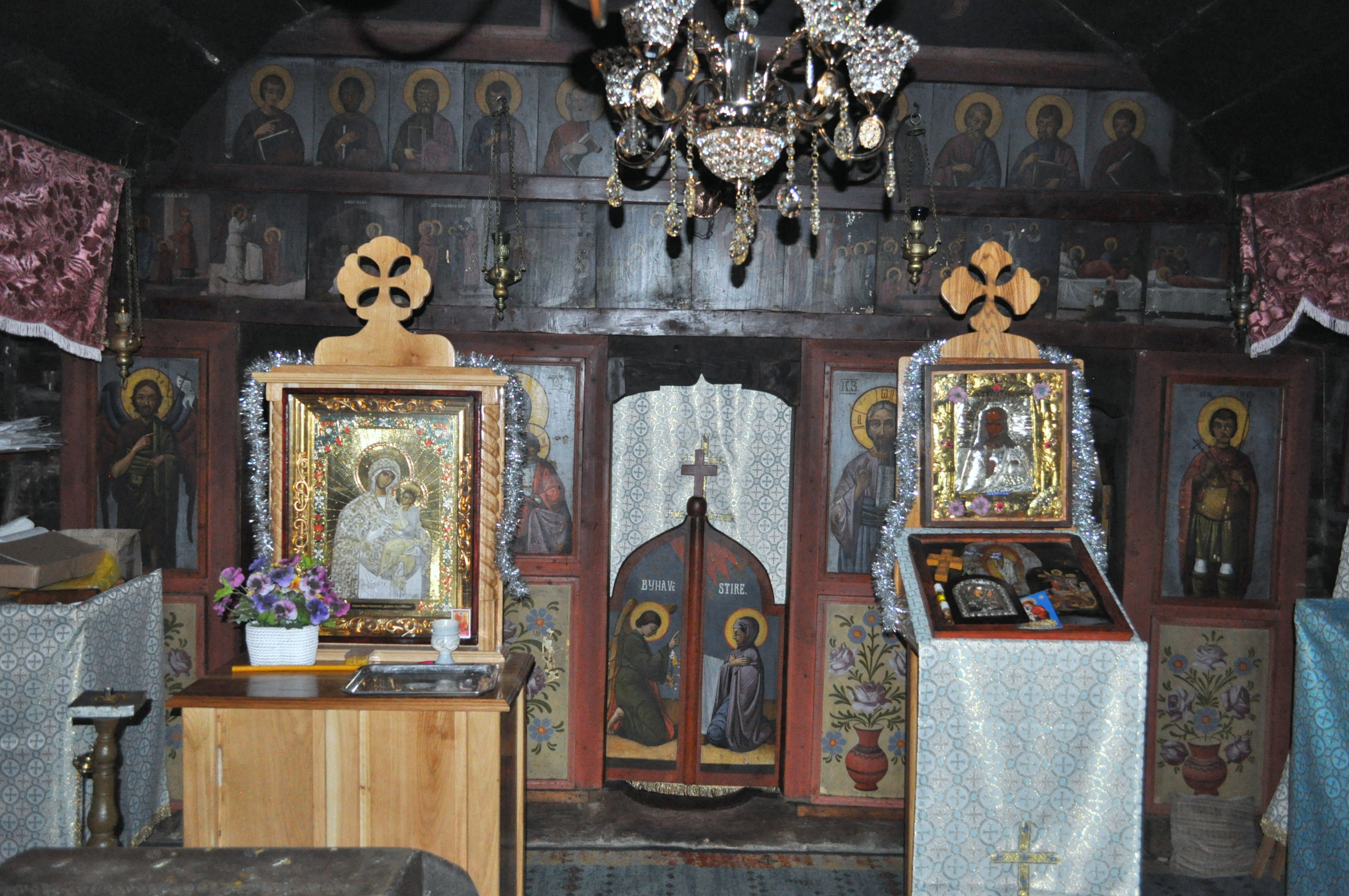
Biserica de lemn (nava spre iconostas)

 Acest articol despre o localitate din județul Gorj este deocamdată un ciot. Puteți ajuta Wikipedia prin completarea lui.